# Chủng viện linh mục Sejny

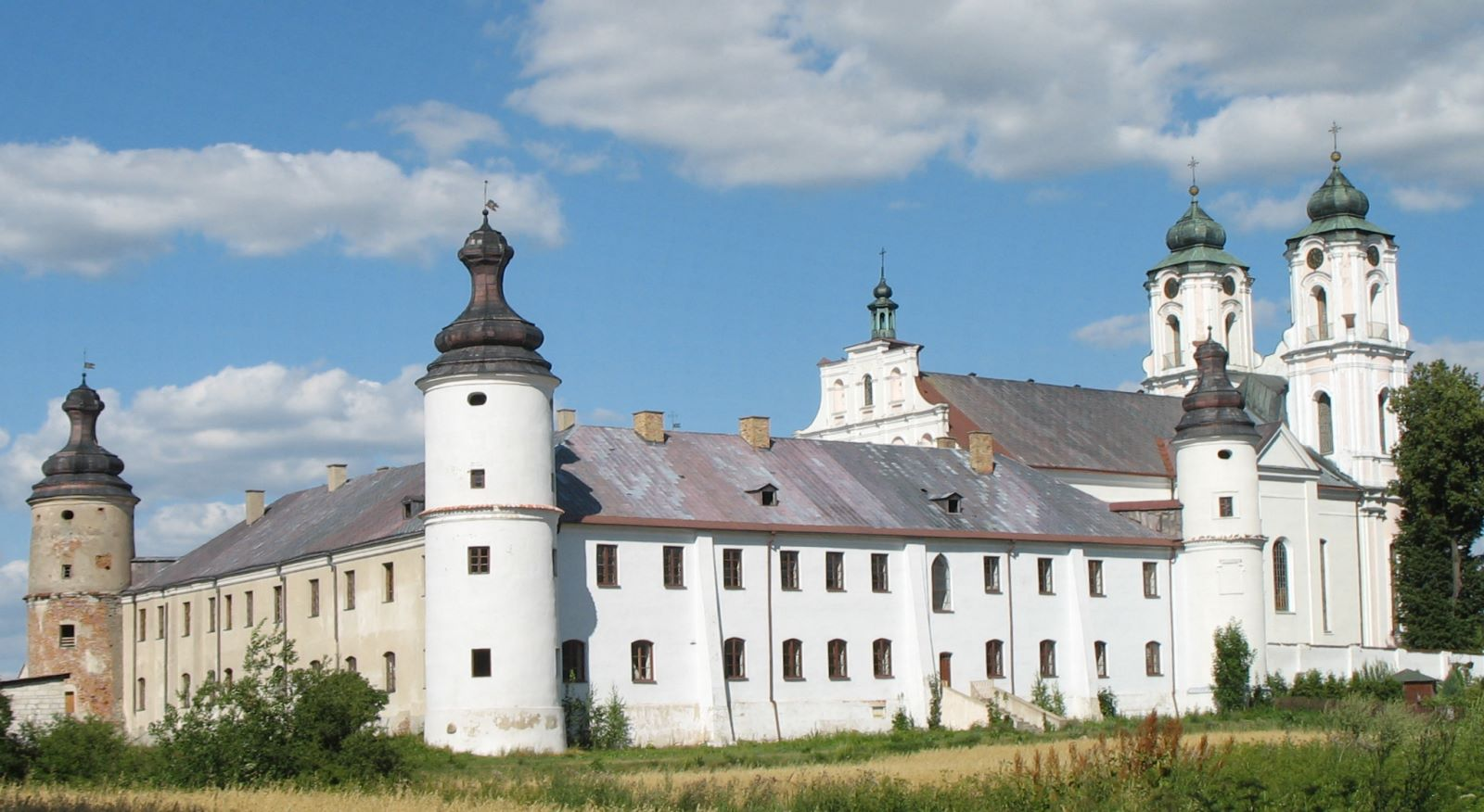
Các tòa nhà của nhà thờ cũ, tu viện và chủng viện linh mục

Chủng viện linh mục Sejny hay Chủng viện thần học Sejny (tiếng Litva: Seinų kunigų Seminarija) là một chủng viện linh mục Công giáo được thành lập tại Sejny (nay là Ba Lan) vào năm 1826. Các khóa học ở đây kéo dài năm năm. Cho đến khi giải thể vào năm 1926, chủng viện là một trung tâm quan trọng của văn hóa Litva, giáo dục nhiều nhân vật nổi bật của cuộc Phục hưng Quốc gia Litva.
Chủng viện Sejny được thành lập bởi giám mục Nicholas John Manugiewicz (người Litva: Mykolas Jonas Manugevičius) để giải quyết sự thiếu hụt của các linh mục nói tiếng ở Litva. Lúc đầu chủng viện có quy mô nhỏ. Sau đó, khi các chủng viện ở Tykocin (1863) và Kielce (1893) bị đóng cửa và sáp nhập, Chủng viện Sejny đã tăng lên 60-80 sinh viên. Một phần lớn các sinh viên là con trai của nông dân Litva từ Suvalkija. Vào năm 1915, trong Thế chiến I, chủng viện đã được sơ tán vào Nga (đầu tiên là Mogilev, sau đó là Saint Petersburg). Năm 1919, chủng viện trở về Sejny, nhưng thị trấn là trung tâm của Chiến tranh Litva Ba Lan. Sau khi quân đội Ba Lan dẫn dắt các sinh viên và giảng viên người Litva đã bị trục xuất vào Litva nổi dậy, chủng viện tiếp tục hoạt động ở Zypliai và Gižai. Năm 1926, Chủng viện Sejny được đổi tên thành Chủng viện Linh mục Vilkaviškis và không còn tồn tại.

## Cựu sinh viên
- Mykolas Krupavičius, chính trị gia
- Vincas Kudirka, nhà văn, người sáng lập Varpas
- Vincas Mickevičius-Kapsukas, nhà hoạt động cộng sản (bị trục xuất sau một năm)
- Vincas Mykola viêm-Putinas, nhà văn
- Justina Stauga viêm, người ký Đạo luật Độc lập Litva
- Jonas Totora viêm, sử gia